# Дяков, Танко
Танко Дяков (18 августа 1984, Стара-Загора) — болгарский футболист, защитник.

## Биография
Танко Дяков начал игровую карьеру в дублирующем составе старо-загорского клуба «Берое». Из-за большой конкуренции в клубе так и не смог выйти на поле и был передан в аренду в клубы старо-загорской общины, выступавшие в низших дивизионах. Лишь в сезоне 2005-06 был приглашен в софийскую «Славию». Но через сезон вернулся в «Миньор». В 2007 году перешёл в клуб 1 дивизиона «Вихрен», где отыграл полтора сезона. В июне 2008 года перешёл в «Черно море» из Варны, где отыграл 3 сезона. В июне 2011 года подписал контракт с софийским «Локомотивом», но уже с начала 2012 года выступал был передан  пловдивскому «Локомотиву», а с июля 2012 года вышел на поле в казахстанском чемпионате в футболке «Жетысу».